# Якутино
Яку́тино (рос. Якутино) — село у складі Грачовського району Оренбурзької області, Росія.

## Населення
Населення — 93 особи (2010; 127 у 2002).
Національний склад (станом на 2002 рік):
- росіяни — 76 %